# ناثانيل ويليس
ناثانيل ويليس (بالإنجليزية: Nathaniel Willis)‏ هو ناشر أمريكي، ولد في 1780، وتوفي في 1870.